# Peraceae
Classification APG II (2003)
Classification APWebsite
Famille
Classification APG III (2009)
Taxons de rang inférieur
- Voir le texte

Les Peraceae (les Péracées) sont une famille de plantes à fleurs de l'ordre des Malpighiales introduite par le Angiosperm Phylogeny Website.
La famille comprend trois genres qui étaient classés dans la famille Euphorbiaceae par APG II (2003).
La taxonomie et la phylogénie de cette famille sont incertaines.
En classification phylogénétique APG III (2009), cette famille est invalidée et ses genres sont incorporés dans la famille Peridiscaceae.
En classification phylogénétique APG IV (2016), cette famille est séparée des Euphorbiaceae.

## Liste des genres
Selon Angiosperm Phylogeny Website :
- genre Clutia
- genre Pera
- genre Pogonophora

Selon World Checklist of Selected Plant Families (WCSP) (16 oct. 2012) :
- genre Chaetocarpus Thwaites (1854)
- genre Clutia Boerh. ex L. (1753)
- genre Pera Mutis (1784)
- genre Pogonophora Miers ex Benth. (1854)
- genre Trigonopleura Hook.f. (1887)

Selon NCBI (16 oct. 2012) :
- genre Clutia
- genre Pera
- genre Pogonophora